# 新深海鲱属
新深海鲱属（学名：Neobathyclupea），鲈形目深海鲱科的一属鱼类，系2014年根据一些不同的形态特征由原深海鲱属（Bathyclupea）分离出的新属。

## 形态特征
除長體深海鯡（N. elongata，通常有10条）外，背鳍鳍条通常为9条（罕见8或10）。臀鳍鳍条27—31条（通常不超过30条）。前鳃盖骨腹侧光滑（长体深海鲱的边缘有时不平，通常发育成细齿状）。口色浅，黑色或双色。鳃腔，包括鳃弓内侧通常为黑色。与前面的相比，最后一对肋骨十分发达。

## 下属物种
本属包括以下物种：
- 銀深海鯡 Neobathyclupea argentea (Candèze, 1897)
- 長體深海鯡 Neobathyclupea elongata (Nakane, 1957)
- 細身深海鯡 Neobathyclupea gracilis (Fowler, 1938)
- 日台深海鯡 Neobathyclupea japanotaiwana (Prokofiev, 2014)
- 马来深海鲱 Neobathyclupea malayana (Weber, 1913)
- 大頭深海鯡 Neobathyclupea megaceps (Fowler, 1938)
- 黑鳍深海鲱 Neobathyclupea melanoptera Prokofiev, Gon & Psomadakis, 2016[2]